# Юрсовська сільська рада
Ю́рсовська сільська рада (рос. Юрсовский сельский совет) — сільське поселення у складі Земетчинського району Пензенської області Росії.
Адміністративний центр — селище Пашково.

## Історія
2004 року до складу Юрсовської сільради увійшли присілок Сокровка та селище Новий Роботник Салтиковської сільради. 2006 року ліквідовано селище Соф'їнський.

## Населення
Населення — 1322 особи (2019; 1715 в 2010, 2287 у 2002).

## Склад
До складу сільської ради входять:
| Населений пункт        | Населення, осіб (2002) | Населення, осіб (2010) |
| ---------------------- | ---------------------- | ---------------------- |
| Весела, присілок       | 43                     | 12                     |
| Крим, селище           | 30                     | 0                      |
| Новий Роботник, селище | 84                     | 13                     |
| Пашково, селище        | 1810                   | 1433                   |
| Сокровка, присілок     | 7                      | 0                      |
| Соф'їнський, селище    | 2                      | -                      |
| Юрсово, село           | 311                    | 257                    |